# 桜井充
櫻井 充（さくらい みつる、1956年（昭和31年）5月12日 - ）は、日本の政治家、医師。学位は博士（医学）（東北大学・1993年）。自由民主党所属の参議院議員（5期）。桜井 充（読み同じ）とも。
民主党政策調査会長（第13代）、厚生労働副大臣（野田第3次改造内閣）、財務副大臣（菅直人第1次改造内閣・菅直人第2次改造内閣）、参議院経済産業委員長、参議院予算委員長等を歴任。

## 来歴

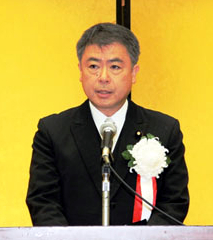
2012年（平成24年）11月13日、褒章伝達式に出席

宮城県仙台市宮城野区二十人町生まれ（現住所は仙台市青葉区川平5丁目）。仙台市立榴岡小学校、仙台市立宮城野中学校、宮城県仙台第一高等学校、東京医科歯科大学医学部卒業。
1985年（昭和60年）から東北大学医学部付属病院内科に勤務。また、東北大学大学院に進学し「Calcium transients in guinea pig cardiac myocytes accompanied with aftercontractions」と題した博士論文を執筆した。1993年（平成5年）、東北大学大学院医学研究科博士課程修了。それにともない、博士（医学）の学位を取得。1996年（平成8年）に国立病院機構岩手病院第2内科医長に就任。専門は心療内科学。

### 参議院議員に初当選
1998年（平成10年）、第18回参議院議員通常選挙に民主党公認で宮城県選挙区から出馬し、24万票以上獲得してトップで初当選した。以後4期連続当選。2005年（平成17年）9月、前原誠司民主党代表が設置した民主党「次の内閣」ではネクスト金融担当大臣に就任。2008年（平成20年）には参議院経済産業委員長を務める。2009年（平成21年）9月、参議院民主党政策審議会長に就任し、翌2010年（平成22年）6月からは政策調査会長代理も兼任（鳩山由紀夫代表の下では政策調査会は廃止されており、菅直人の民主党代表就任により復活した）。同年9月、菅直人第1次改造内閣で財務副大臣に任命され、菅直人第2次改造内閣まで務める。
2011年（平成23年）9月、野田佳彦代表の下で再び民主党政策調査会長代理、参議院民主党政策審議会長に就任。2012年（平成24年）10月、野田第3次改造内閣で厚生労働副大臣に任命された。同年12月、海江田万里代表の下、民主党政策調査会長に就任。
2015年（平成27年）1月に行われる民主党代表選挙では、元幹事長・細野豪志の推薦人に名を連ねた
2016年（平成28年）3月27日、民主党と維新の党が合流して結成された民進党に参加した。同年7月の第24回参議院議員通常選挙においては、日本共産党、社民党、生活の党と山本太郎となかまたちの推薦を得て立候補し、定数1となった宮城県選挙区で自民党現職の熊谷大を破り4選。
2017年（平成29年）10月27日、民進党代表の前原誠司が、同月の衆院選で党を分裂させる形で戦う原因をつくったことについて陳謝し、引責辞任を正式に表明。前原の辞任に伴う代表選挙（10月31日実施）では大塚耕平の推薦人に名を連ねた。
2018年（平成30年）5月7日、民進党と希望の党の合流により結党された国民民主党に参加。同日、組織委員長に就任した。

### 国民民主党を離党、自民党会派入り
2019年（令和元年）9月30日、野党3党派の統一会派結成を理由に離党届を提出。党は同年11月20日の総務会で離党届を受理した。2020年（令和2年）1月30日、参議院本会議での補正予算の採択においては、野党3党の統一会派の方針に反し、国民民主党所属の増子輝彦、羽田雄一郎とともに賛成票を投じた。
同年5月15日、野党の統一会派に退会届を提出し、自民党の世耕弘成参議院幹事長に会派入りの希望を伝えた。桜井は報道各社の取材に「与党に行かないと十分な仕事ができない」と語った。これを受けて立憲民主党県連の鎌田さゆり幹事長は「（2016年の参院選での）野党共闘がなければ、今座っている議席はない。辞職に値する」と述べ、共産党県委員会の中島康博委員長も「完全に寝返ったので、われわれにも会えないのだろう。思いを聞きたいとも思わない」と述べた。桜井の古巣である国民民主党県連の沼沢真也代表は「決断はそのまま受け止めるが、消化しきれていない」と述べるにとどめた。自民党宮城県連においても、県連幹部が「地方議員の間では『共産党と組んだ人間が今更なんだ』の大合唱。理解を得るのはかなり難しい」と党内部の雰囲気を説明。ベテランの党県議も「言行不一致。政治家の風上にも置けない」と発言するなど、与野党両方から批判を浴びる結果となった。支持者には「私事で大変恐縮ですが、会派を離脱し……」と転身の理由を述べる封書が発送されるが、県内初の野党共闘を導いた市民団体「オールみやぎの会」のメンバーは「『私事』という言葉遣いに怒りが湧き上がる。議席は桜井氏のものではない」と述べた。
同年5月20日、国民民主党は離党届の受理を取り消した上で除籍処分とする方針を決め、今後、党倫理委員会で協議した上で除籍を正式決定することとなったが、同月27日に党総務会で一旦決めた離党届の受理を取り消して処分し直すのは党規約上、難しいと判断し除籍処分を見送ることとした。同月21日、自民党は桜井の会派入会を参院事務局に届け出た。
桜井の自民会派入りについて、宮城県知事村井嘉浩は「桜井さんが大好きで『自民党に入ってもらいたいな』と思い、野党でも応援した人にとってはウエルカム（歓迎）だろう」、「（2016年参院選で）野党候補、反自民候補だから応援したという人の思いは複雑かもしれない」と述べている。一方、地元の共産党関係者は「背信行為だ」、自民党宮城県連関係者も「共産党と組んでいたのに何を今更」と批判している。
同年11月13日、新型コロナウイルスに感染したことが確認されたと参院が発表した。国会議員の感染確認は、自民党の高鳥修一に続き2人目。
2021年（令和3年）10月31日に行われた第49回衆議院議員総選挙では、自民党系市会議員らとともに宮城1区から出馬した土井亨の支援を行い、2022年（令和4年）の第26回参議院議員通常選挙への立候補を示唆した。

### 自民党入党
桜井と長年選挙で争ってきた自民党宮城県連は、参院選の候補者として石川光次郎県議の擁立を模索し、2021年（令和3年）12月25日に石川を党本部に公認申請すると決定。2022年（令和4年）2月21日には党本部が仲介する形で4月上旬実施の党独自の世論調査で高い支持を集めた方が同年の参院選の公認を得て、敗れた方を次々回の参院選で公認することで桜井・石川の両者が合意した。
同年4月12日、世論調査の結果、自民党本部は第26回参議院議員通常選挙に桜井を宮城県選挙区より公認候補として擁立することを内定し、同月15日に正式決定した。公認決定を受け、同年5月11日までに入党手続きを終え、正式に自民党所属議員となった。
一方、立憲民主党宮城県連は同年4月2日、党所属県議の小畑仁子を参院選に擁立する方針を正式に決めた。4月26日には日本維新の会が元仙台市議の平井みどりを擁立する方向で最終調整に入ったことが明らかとなった。
同年6月22日、参院選公示。情勢調査では、ほとんどの新聞社が桜井優勢と報じた。7月5日、安倍晋三が仙台駅東口と杜の市場の2か所で応援演説を行った。安倍は仙台駅前で、桜井が旧民進党時代に安倍追及の先鋒を担ったことに言及し、「われわれの仲間に参加してほしいとお願いした。悩んだと思う」と自民入りを勧めたことを明かした。安倍の側近は「安倍さんの魅力は優しいところ。だから、人がついていくんだ」と周囲に語った。さらに同日、それまで中立を貫いていた仙台市長の郡和子が市役所向かいの勾当台公園市民広場で桜井の応援演説を6分間にわたって行った。7月10日投開票。桜井は小畑、平井ら4候補を大差で破り、5期目の当選を果たした。
2023年（令和5年）2月8日、在職25年となり、参議院より永年在職議員の表彰を受けた。
2024年（令和6年）1月26日、参議院予算委員長に就任。
同年9月27日に行われた自民党総裁選挙において林芳正の推薦人に名を連ねた。1回目の投票では林に投じ、得票数1位の高市早苗と2位の石破茂が進んだ決選投票については、宮城テレビ放送の取材に対し、投票先を公表しなかった。

## 政策・主張

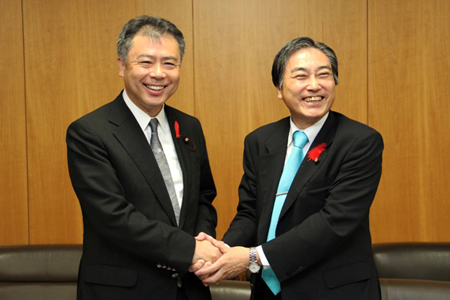
2012年（平成24年）10月3日、前任の辻泰弘（右）から厚生労働副大臣の職務を引き継ぎ

### 憲法
- 憲法改正について、2022年のNHK、毎日新聞社のアンケートで「賛成」と回答[42][43]。

- 9条改憲について、2022年の毎日新聞社のアンケートで「改正して、自衛隊の存在を明記すべきだ」と回答[43]。9条への自衛隊の明記について、2022年のNHKのアンケートで「賛成」と回答[42]。

- 憲法を改正し緊急事態条項を設けることについて、2022年のNHKのアンケートで「賛成」と回答[42]。

- 2014年2月28日、民主党が集団的自衛権の行使容認をめぐる憲法解釈の見直しについて賛否の曖昧な見解をとりまとめたことについて「民主党はいろんな立場の人を認める共生社会を目指す政党だけに、ばらばらなのは当たり前だ。わかりにくいといわれるのはその通りだ」と述べた[44]。

### 外交・安全保障
- 敵基地攻撃能力を持つことについて、2022年のNHKのアンケートで「どちらかと言えば賛成」と回答[42]。

- ロシアは2022年2月24日、ウクライナへの全面的な軍事侵攻を開始した[45]。日本政府が行ったロシアに対する制裁措置についてどう考えるかとの問いに対し、2022年のNHKのアンケートで「適切だ」と回答[42]。同年の毎日新聞社のアンケートで「今の制裁で妥当だ」と回答[43]。

- 2022年6月7日、政府は経済財政運営の指針「骨太方針」を閣議決定した。NATO加盟国が国防費の目標としている「GDP比2％以上」が例示され、防衛力を5年以内に抜本的に強化する方針が明記された[46]。「防衛費を今後どうしていくべきだと考えるか」との問いに対し、2022年のNHKのアンケートで「ある程度増やすべき」と回答[42]。

- 徴用工訴訟問題や慰安婦問題などをめぐり日韓の対立が続くなか、関係改善についてどう考えるかとの問いに対し、2022年の毎日新聞社のアンケートで回答しなかった[43]。

### ジェンダー
- 選択的夫婦別姓制度の導入について、2004年に肯定的な意見を表明し、「現在、法律上は結婚の際に夫、または妻の姓を選ぶことになっていますが、実態的には、ほぼ選択の余地なく、ほとんどのカップルが夫の姓を選んでいます。アイデンティティーに深くかかわる自分の姓を自ら選択できない状況は、個人の尊重、男女平等という観点から見直しを検討すべき」[47]と述べた。2010年には「法制化に反対」と述べた[48]。2016年の朝日新聞社のアンケートで「どちらかといえば賛成」と回答[49]。2022年のNHK、毎日新聞社のアンケートで回答しなかった[42][43]。

- 同性婚を可能とする法改正について、2022年のNHK、毎日新聞社のアンケートで回答しなかった[42][43]。

- クオータ制の導入について、2022年のNHKのアンケートで回答しなかった[42]。

### その他
- アベノミクスについて、2013年に「急速な円安によって輸入品の物価高で、食料品や燃料価格が上がり国民生活が苦しくなっている」と批判した[50]。2022年の毎日新聞社のアンケートで回答しなかった[43]。

- 「原子力発電への依存度を今後どうするべきか」との問題提起に対し、2022年のNHKのアンケートで「今の程度でよい」と回答[42]。

- 国会議員の被選挙権年齢の引き下げについて、2022年の毎日新聞社のアンケートで回答しなかった[43]。

- 2014年5月13日、「結婚したいと思う人がきちんと結婚できる社会をつくることが重要」と述べ、「安定した雇用の創出」と「賃金アップを目指す考え」を示した。また、「人口減少の背景の大きな要因として非婚による出生率の低下」、「非婚の原因を低賃金」と指摘し、生活基盤を確立することの重要性を訴えた。「安倍政権が進める限定正社員などは低賃金雇用を増やすことになる」などと批判もした[51]。

- 2017年6月5日に、加計学園問題を発端として「国家戦略特区廃止法案」を提出する考えを表明した[52][53]。

- 2003年、静岡空港建設反対の国会議員署名活動で署名者に加わった[54]。

## 旧統一教会との関係
ジャーナリストの鈴木エイトが作成した「旧統一教会関連団体と関係があった現職国会議員168人」によれば、旧統一教会関連団体との関係について、かつて教団関連会合に参加していたとされる。

## 発言

### 身体障害者手帳の障害認定基準の見直し
2012年（平成24年）4月4日の参議院予算委員会で、厚生労働大臣の小宮山洋子に「身体障害者のことについて、これも医療の進歩によって、本当にこの方々が身体障害者の一級でいいんだろうかと。例えば、例を申し上げれば、ペースメーカーを植えてしまえばもう心臓止まりませんから、もうゴルフも平気でやられているわけですね。そうすると、本当に一級でいいんだろうかと」と発言した。これに対し、小宮山は「見直しを進めたい」と応じた。その後、2014年4月1日に身体障害者手帳の障害認定基準が見直され、今まで一律に1級とされてきたペースメーカー装着者は1級、3級、4級になり、4級と5級であった人工関節置換は股関節・膝関節が4級、5級、7級、足関節は5級、6級、7級、非該当となった。

### 首相と経団連会長に関する発言
2013年（平成25年）5月24日、東京都内での連合の会合で、経団連会長の米倉弘昌について「企業は目先の利益を追求し、非正規雇用者を増やしている。継続的な経営にマイナスになる」とした上で、「米倉氏と話したことがあるが、首相と同じくらい頭が悪い。ああいう人がトップに立っているから社会は良くならない」と述べた。その後、桜井は共同通信の取材に「冗談半分で言った。不適切であればおわびする」と釈明した。

### 過激派組織ISIL日本人拘束事件に関する首相発言への批判
2015年（平成27年）1月に起こったISILによる日本人拘束事件について、民主党執行部が「政争の具にすべきではない」として当面は政府に協力する考えを取っていた中、自身のメールマガジンで、安倍首相が事件前の1月17日に行った中東政策スピーチにおける「ISILと戦う国々に対して2億ドル支援する」という発言を問題視し、「首相の発言が原因で人質事件が起こったのであれば、発言は慎重であるべきだ」と言及した。また、このISIL対策の金銭支援に関して「その後この資金の目的を難民支援のためだと言い換えていた」とも記しており、人質の身代金要求動画公開後に首相が発言を言い換えたとしているが、実際の発言内容は「イラク、シリアの難民・避難民支援、トルコ、レバノンへの支援をするのは、ISILがもたらす脅威を少しでも食い止めるため」と、難民支援について最初から言及しており、首相が「言い換えた」事実はない、と産経新聞は報道している。

### 閉会中審査における加計学園についての発言
2017年7月25日の閉会中審査で、桜井が、7月23日に岡山理科大学が開催したオープンキャンパスで「獣医学部（設置認可申請中）」と書かれた来年度入試のパンフレットを配布したことについて、「パンフレットまでできあがっている。ずっと前から準備していたわけですよ、一昨日のために」「加計ありきではないかと感じた」などと発言。これについて、加計学園側は、「認可前のPR活動は不適切というニュアンスの質疑で事実誤認」であるとし、「明らかな事実誤認があり、学園の名誉を著しく毀損する」とする抗議をしている。また、桜井は、「『仮面浪人してください』と最初から言う大学があるか!?」「『仮面浪人』とわれわれの時代呼んでいたが、それをして、大学受験することも可能ですよと言って集めている」「『最先端』『国際的な獣医師の育成』とか、全然関係ない」「職業選択の自由がある」などとも発言した。これは同大パンフレットに書かれていた推薦入試は「浪人生も出願可」「他大学と併願可」、「合格後、引き続き受験勉強を続け、一般入試で」と記載があることを、「『合格後』と『入学後』を勘違いした事実誤認」である。その他、桜井が「ある教授」が、「来年4月には必ず開学できる、秋から正式に学生を募集する」と述べたと主張したことについて、加計学園側は「誰も断定的な発言はしていない。必ず前後に『予定である』『されるものと信じている』などの言葉が付されている」と反論している。文科省は、学部新設認可前のPR活動について、「設置認可申請中」「設置構想中」と明記するなどの条件付きで認めている。

## 人物

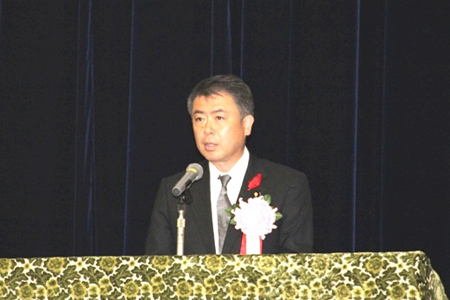
2012年10月11日、国民健康保険関係功績者厚生労働大臣表彰式に出席

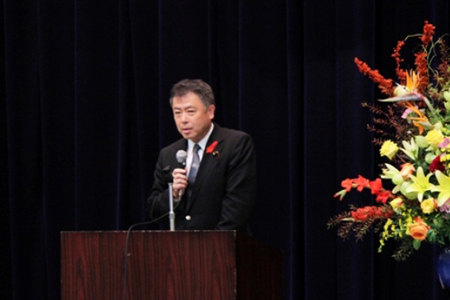
2012年（平成24年）10月3日、厚生労働副大臣就任の挨拶

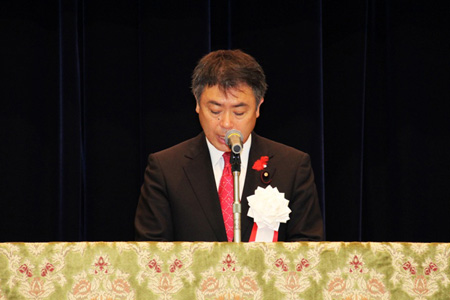
2012年（平成24年）10月26日、社会保険診療報酬支払基金関係功績者厚生労働大臣表彰式に出席

- 2007年（平成19年）、国会での発言量（閣僚を除く）が最も多いと週刊東洋経済に紹介された[61]。

- インターネット上での選挙運動の解禁を検討する与野党実務者協議会で座長を務めていたが、桜井自身がTwitterでなりすましの被害に遭っており、協議会における桜井の発言をきっかけに、他の国会議員が受けていたなりすましの被害も発覚した。その影響により、選挙期間中は与野党のいずれもがtwitterの使用を自粛する方向で一致した[62]。

## 不祥事

### 年金未納問題
2004年（平成16年）、政治家の年金未納が問題化した際、5年4ヶ月間の未納が判明している。

## 著書
- 桜井充『破れない殻 : 不登校、引きこもり、摂食障害はあきらめなければ解決できる』新風舎、2007年11月。ISBN 9784289028962。
- 桜井充『新・破れない殻 : 仕事や家庭の悩みを持つ全ての人達へ向けた解決の糸口』プランニング・オフィス社、2018年11月。ISBN 9784991048319。（※上記『破れない殻』〈新風舎 2007年刊〉の改題、改訂）

## 所属団体・議員連盟
- 国際観光産業振興議員連盟（副会長）

- 尊厳死法制化を考える議員連盟（会長）
- 統合医療を普及・推進する議員の会（会長）
- 歯科医療議員連盟（会長）
- 商店街活性化議員連盟（会長）
- インクルーシブ教育を推進する議員連盟（副会長）
- フランチャイズを考える議員連盟（副会長）
- 適切な医療を実現する医師国会議員連盟（幹事長）
- 医師国会議員の会
- バイオマス活用推進議員連盟（事務局長）
- 幹細胞研究支援議員連盟（会長）
- アルコール問題議員連盟（事務局長）
- 慢性呼吸器疾患対策推進議員連盟（副幹事長）
- 薬害ヤコブ病問題を考える議員の会（事務局長）
- 日本・ハイチ友好議員連盟（事務局長）
- 適切な医療費を考える民主党議員連盟（会長）
- 有志議員による建設職人の安全・地位向上推進議員連盟（副会長）

## 選挙歴
| 当落 | 選挙                     | 執行日         | 年齢 | 選挙区       | 政党       | 得票数     | 得票率 | 定数 | 得票順位 /候補者数 | 政党内比例順位 /政党当選者数 |
| ---- | ------------------------ | -------------- | ---- | ------------ | ---------- | ---------- | ------ | ---- | ------------------ | ---------------------------- |
| 当   | 第18回参議院議員通常選挙 | 1998年07月12日 | 42   | 宮城県選挙区 | 民主党     | 24万5273票 | 26.01% | 2    | 1/9                | /                            |
| 当   | 第20回参議院議員通常選挙 | 2004年07月11日 | 48   | 宮城県選挙区 | 民主党     | 37万2817票 | 37.78% | 2    | 2/5                | /                            |
| 当   | 第22回参議院議員通常選挙 | 2010年07月11日 | 54   | 宮城県選挙区 | 民主党     | 24万1460票 | 24.41% | 2    | 2/8                | /                            |
| 当   | 第24回参議院議員通常選挙 | 2016年07月10日 | 60   | 宮城県選挙区 | 民進党     | 51万450票  | 51.10% | 1    | 1/3                | /                            |
| 当   | 第26回参議院議員通常選挙 | 2022年07月10日 | 66   | 宮城県選挙区 | 自由民主党 | 47万2963票 | 51.94% | 1    | 1/5                | /                            |